# HMS Monmouth (1796)
HMS Monmouth (Корабль Его Величества «Монмут») — 64-пушечный линейный корабль третьего ранга. Четвёртый корабль Королевского флота,
названный HMS Monmouth, в честь города Монмут и герцога Монмут, известного как «Черный Герцог». Корабль строился для Британской Ост-Индской компании, но был выкуплен Королевским флотом после начала Французских революционных войн. Спущен на воду 23 апреля 1796 года на частной верфи Рэндалла в Ротерхите. Принял участие во многих морских сражениях периода Французских революционных и Наполеоновских войн, в том числе в Сражении при Кампердауне.

## Служба
Monmouth был введен в эксплуатацию в сентябре 1796 года под командованием капитана Уильяма Карнеги, графа Нортеска. Именно он командовал кораблём, когда в мае 1797 года экипаж Monmouth принял участие в мятеже в Норе. Экипаж взял в плен первого лейтенанта корабля, Чарльза Буллена, и угрожал казнить его. Нортеск вмешался в ситуацию, согласившись доставить в Адмиралтейство требования матросов в обмен на освобождение Буллена. После того, как мятеж закончился, Уильям Карнеги подал в отставку. Вместо него капитаном корабля был назначен коммандер Джеймс Уокер, получивший временное повышение до капитана.
В октябре 1797 года Monmouth, под командованием капитана Джеймса Уокера, находился в Северном море, где 9 октября присоединился к флоту адмирала Дункана в Ярмуте и отплыл к острову Тексел.
11 октября 1797 года принял участие в Сражении при Кампердауне, в котором британский флот адмирала Адама Дункана одержал решительную победу над голландским флотом адмирала де Винтера.
Monmouth входил в подветренную эскадру британского флота, и вслед за Monarch, флагманом вице-адмирала Онслоу, атаковал голландский арьергард. Monmouth вступил в бой с двумя 56-пушечными кораблями Alkmaar и Delft и вынудил оба корабля капитулировать. В сражении Monmouth потерял 5 человек убитыми и 22 ранеными. После окончания боя Monmouth взял на буксир повреждённый Alkmaar, и, несмотря на сильный шторм, доставил его в Ярмут пять дней спустя. Второй захваченный корабль, Delft, был взят на буксир Veteran, но во время шторма 12 октября стало ясно, что корабль тонет, и шлюпки с Veteran и соседних кораблей эвакуировали голландских матросов и призовой экипаж с Delft.
В августе-ноябре 1799 года Monmouth принял участие в Голландской экспедиции. 30 августа 1799 года он в составе эскадры вице-адмирала Эндрю Митчелла из 17 линейных кораблей присутствовал при сдаче флота Батавской республики из 12 линейных кораблей под командованием контр-адмирала Сэмюэля Стори. На кораблях
эскадры Стори начался бунт и экипажи отказались вступать в бой с британцами, так что у контр-адмирала не было другого выхода кроме как капитулировать.
Monmouth, под командованием капитана Джорджа Харта, прибыл к побережью Египта в июне 1801 года. После битвы при Александрии и последующей за этим осадой города Monmouth разделил призовые деньги за захват французских судов, находившихся в гавани города.
Так как Monmouth принимал участие в египетской кампании, проходившей с 8 марта по 2 сентября 1801 года, его офицеры и команда получили право на медаль с пряжкой «Египет», которой Адмиралтейство наградило в 1850 году всех выживших участников.
В 1803 году Monmouth, всё ещё под командованием Харта, был в Гибралтаре. Там Харт получил доклад от капитана Джона Гора с Medusa о захвате французского капера Esperance в Гибралтарском проливе, и уничтожении другого капера, Sorcier. В июле Monmouth вошёл в состав эскадры, блокировавшей Тулон.
Капитан Эдвард Кинг принял командование кораблём в марте 1807 года. Контр-адмирал Уильям Друри поднял на нём свой вымпел 7 сентября, а восемь дней спустя отплыл с конвоем из девяти ост-индских кораблей в Ост-Индию, семь из которых направлялись на побережье, а ещё два в Бомбей. Во время этого рейса, 25 января 1808 года он захватил датский корабль Nancy. 12 февраля он прибыл к датской колонии Транкебар, как раз вовремя, чтобы присутствовать при высадке войск 14-го пехотного полка и артиллерии Британской Ост-Индской компании. Британские войска сразу начали атаку на поселение и крепость, которые капитулировали не оказав сопротивления. Monmouth вернулся в Великобританию в сентябре 1808 года сопровождая другой конвой Ост-Индской компании.
В июле 1809 года Monmouth был во второй Голландской экспедиции, целью которой было
уничтожение верфей и арсеналов в Антверпене, Тернёзене и Флиссингене. В августе адмирал сэр Ричард Стрэчен отправил Monmouth обратно в Англию. Экспедиция закончилась неудачей и уже в сентябре большая часть англичан вернулась домой.
В 1815 году Monmouth был отправлен в резерв в Вулвиче. Он находился в резерве 1830 года, когда было принято решение
переоборудовать его в плавучий кран. Он оставался в этом качестве до 1834 гогда он был отправлен на слом и
разобран.